# Bosznia-Hercegovina az 1994. évi téli olimpiai játékokon
Bosznia-Hercegovina a norvégiai Lillehammerben megrendezett 1994. évi téli olimpiai játékok egyik részt vevő nemzete volt. Az országot az olimpián 4 sportágban 10 sportoló képviselte, akik érmet nem szereztek. Bosznia-Hercegovina önállóan először vett részt a téli olimpiai játékokon.

## Alpesisí
Férfi
| Versenyző         | Versenyszám      | 1. futam      | 1. futam      | 2. futam | 2. futam | Összesítés | Összesítés |
| Versenyző         | Versenyszám      | Idő           | Hely.         | Idő      | Hely.    | Idő        | Helyezés   |
| ----------------- | ---------------- | ------------- | ------------- | -------- | -------- | ---------- | ---------- |
| Enis Bećirbegović | Óriás-műlesiklás | nem ért célba | nem ért célba | kiesett  | kiesett  | kiesett    | kiesett    |

Női
| Versenyző     | Versenyszám | 1. futam | 1. futam | 2. futam | 2. futam | Összesítés | Összesítés |
| Versenyző     | Versenyszám | Idő      | Hely.    | Idő      | Hely.    | Idő        | Helyezés   |
| ------------- | ----------- | -------- | -------- | -------- | -------- | ---------- | ---------- |
| Arijana Boras | Műlesiklás  | 1:10,92  | 34.      | 1:07,80  | 28.      | 2:18,72    | 27.        |

## Bob
| Versenyző                                               | Versenyszám | 1. futam | 1. futam | 2. futam | 2. futam | 3. futam | 3. futam | 4. futam | 4. futam | Összesítés | Összesítés |
| Versenyző                                               | Versenyszám | Idő      | Hely.    | Idő      | Hely.    | Idő      | Hely.    | Idő      | Hely.    | Idő        | Helyezés   |
| ------------------------------------------------------- | ----------- | -------- | -------- | -------- | -------- | -------- | -------- | -------- | -------- | ---------- | ---------- |
| Zdravko Stojnić Zoran Sokolović                         | Kettes      | 54,76    | 35.      | 54,83    | 35.*     | 54,82    | 34.      | 54,66    | 31.      | 3:39,07    | 33.        |
| Zoran Sokolović Izet Haračić Nizar Zaciragić Igor Boras | Négyes      | 54,77    | 30.      | 54,80    | 30.      | 55,10    | 29.      | 55,10    | 29.      | 3:39,77    | 29.        |

* - egy másik csapattal azonos eredményt ért el

## Sífutás
Férfi
| Versenyző   | Versenyszám         | Eredmény | Helyezés |
| ----------- | ------------------- | -------- | -------- |
| Bekim Babić | 10 km               | 30:44,3  | 84.      |
| Bekim Babić | 15 km üldözőverseny | 53:23,6  | 74.      |

## Szánkó
| Versenyző         | Versenyszám | 1. futam | 1. futam | 2. futam | 2. futam | 3. futam | 3. futam | 4. futam | 4. futam | Összesítés | Összesítés |
| Versenyző         | Versenyszám | Idő      | Hely.    | Idő      | Hely.    | Idő      | Hely.    | Idő      | Hely.    | Idő        | Helyezés   |
| ----------------- | ----------- | -------- | -------- | -------- | -------- | -------- | -------- | -------- | -------- | ---------- | ---------- |
| Nedžad Lomigora   | Férfi egyes | 53,254   | 32.      | 53,126   | 32.      | 54,725   | 31.      | 53,023   | 31.      | 3:34,128   | 31.        |
| Verona Marjanović | Női egyes   | 50,586   | 21.      | 51,707   | 24.      | 51,365   | 24.      | 51,121   | 24.      | 3:24,779   | 23.        |